# Vetlužskij
Vetlužskij è un insediamento di tipo urbano della Russia europea centro-settentrionale, situato nella oblast' di Kostroma. Dal punto di vista amministrativo, dipende dal circondario urbano della città di Šar'ja.